# سیارک ۹۲۸۹۳
سیارک ۹۲۸۹۳ (به انگلیسی: 92893 Michaelperson، نامگذاری:2000QE247) نود و دو هزار و هشتصد و نود و سومین سیارک کشف شده‌است که در ۲۷ اوت ۲۰۰۰ کشف شد.